# Capão da Canoa

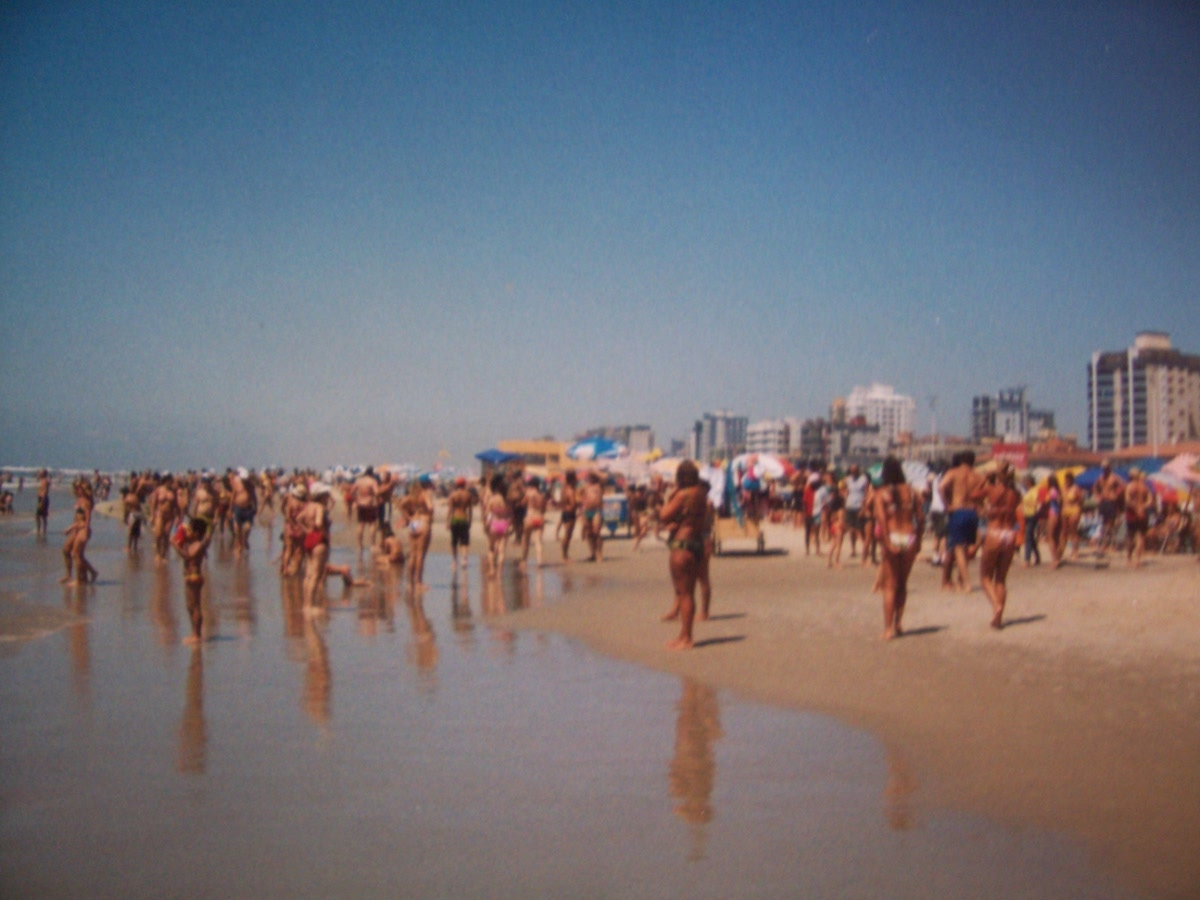
Foto de unas de las playas de la ciudad de Capão da Canoa.

Capão da Canoa es un municipio brasileño del estado de Rio Grande do Sul, perteneciente a la microrregión de Osório.
Se encuentra ubicado a una latitud de 29º44'44" Sur y una longitud de 50º00'35" Oeste, estando a una altitud de 6 metros sobre el nivel del mar. Su población estimada para el año 2004 era de 36 154 habitantes. La ciudad tiene costas sobre el Océano Atlántico, y recibe miles de turistas del interior del estado, así como de Argentina y Uruguay.
Ocupa una superficie de 96,716 km².

## Historia
Capão da Canoa floreció alrededor del año de 1900 con el nombre de Arroio da Pescaria, época en que los primeros ranchos comenzaban a agruparse a la vera del mar. El lugar albergaba, además de pescadores, a algunos aventureros, y en ocasiones, era visitada por tropeiros (personas que llevan el ganado, en el Brasil), hacendados y viajantes.
A principios del siglo XX tuvo inicio el precario poblamiento de esta tierra. En la década de 1910, algunas personas que residían en el campo venían hasta el mar para pescar. Y fue alrededor de 1920 que comenzaron a llegar veraneantes venidos de la sierra, a caballo o por carretas estiradas por mulas y bueyes, que ahí encontraron los primeros hoteles.
"Bom Filho" que después pasó a llamarse "Hotel Grizza e o do Pedro Nunes". Figueiras, araçás, butiazeiros y matinhos adornaban el cuadro de muchos lagos, cercados por dunas de arena, muy altos. Para la iluminación usaban velas, faroles a keroseno, y el agua era sacada de pozos particulares. Fue a finales de la década del 20 que hubo un crecimiento mayor, tanto de veranistas como de población fija. Como medio de transporte, los barcos de carga eran los principales responsables para el abastecimiento de todo y cualquier material necesario. Y eran las carretas que hacían el largo recorrido de transportar del Puerto da Barra do João Pedro a sus destinos. El viaje de Porto Alegre a Capão da Canoa era hecha en tres etapas. Aquí los vapores anclaban en el Puerto da Barra de João Pedro o en ocasiones especiales, en el Porto da Galinha. En la época ya había algunos veraneantes que se aventuraban a venir de diligencias vía Tramandaí, por la Playa.
La alimentación básica, en el invierno, principalmente, era pez y marisco. Y fue los años 30, que los hoteles instalaron sus graneadores de luz, sus pozos con bomba para estirar agua.
Construyeron el Faro de la playa de Capa de Canoa. También esta el Faro de la plaza de Capa de Canoa y con él llegó el primer teléfono, de propiedad de la Marina, que conectaba Capão da Canoa con la ciudad de Osório.
El origen de su nombre viene de serranos que acampaban en un "Capón", fabricando "Canoas" de higueras Después de usarlas, las guardaban en ese propio local.

## Accesos
Capão da Canoa se encuentra a 142 kilómetros de Porto Alegre, a 65 km de Torres y a 31 km de Tramandaí. Para quien viene desde Santa Catarina, deberá tomar la ruta BR-101. En cambio a los que vienen desde Porto Alegre, deberán usar la Autopista BR-290 y, después, la Estrada do Mar, ruta turística. Las rutas se encuentran en buen estado y bien señalizadas.